# Blauweideriche
Die manchmal als Gattung Pseudolysimachion von Veronica abgetrennte Sektion (nach W.D.J. Koch) oder Untergattung (subgen. Pseudolysimachium (W.D.J.Koch) M.M.Mart.Ort., Albach & M.A.Fisch.) der Blauweideriche (Pseudolysimachium) ist eine innerhalb der Gattung Veronica gut umschriebene Gruppe. Da sich in Mitteleuropa nur die stark abgeleiteten Arten der ursprünglich ostasiatischen Gruppe befinden, wird hier häufig die Gruppe als eigene Gattung abgetrennt. Ostasiatische Arten (z. B. Veronica schmidtiana) sind weniger gut abzutrennen. Ähnliches gilt auch für die neuseeländischen Arten, die als Gattung Hebe abgetrennt wurden, und die nordamerikanischen Arten der früheren Gattung Synthyris. Veronica gewinnt zwar durch die Ausgliederung von Pseudolysimachion, Hebe und Synthyris eine größere Einheitlichkeit, man verkennt aber dabei die evolutionären Tendenzen.
Die Untergattung Pseudolysimachium (Pseudolysimachion) unterscheidet sich von anderen Untergattungen von Veronica durch den dichten ährenartigen Blütenstand, die längere Kronröhre der Blüten, und eine leicht flachgedrückte Fruchtkapsel. Der Pollen unterscheidet sich ebenfalls von dem von Veronica und gehört zum Paederota-Typ. Auch chemotaxonomische Unterschiede, wie ein anderes Muster von iridoiden Glykosiden und Flavonoiden trennen die Untergattung von anderen Untergattungen. Der Chromosomensatz entspricht dem doppelten Chromosomensatz verwandter Veronica-Arten mit folgendem Verlust eines Chromosoms.

## Beschreibung

### Vegetative Merkmale
Es handelt sich um krautige Pflanzen.

### Generative Merkmale
Die Blüten besitzen eine doppelte Blütenhülle.

## Arten
In Mitteleuropa kann man folgende Arten der Gattung Pseudolysimachion bzw. der Untergattung Pseudolysimachium zuordnen:
- Langblättriger Blauweiderich: Pseudolysimachion longifolium (L.) Opiz = Veronica longifolia L.
- Rispiger Blauweiderich: Pseudolysimachion spurium (L.) Opiz = Veronica spuria L. = Veronica paniculata L. (in Deutschland:†)
- Ähriger Blauweiderich: Pseudolysimachion spicatum (L.) Opiz = Veronica spicata L.